# Theodore "T-Bag" Bagwell
Theodore «T-bag» Bagwell interpretat de Robert Knepper, este un personaj din serialul de televiziune Prison Break difuzat de Fox și din continuarea acestuia, Breakout Kings. T-Bag este unul dintre personajele principale din serial. După apariția în episodul "Allen" din primul sezon, Robert Knepper a devenit unul dintre principalii actori din distribuție. 
Fiind liderul unei grupări rasiste și neavând nici o remușcare pentru faptele sale, T-Bag este cel mai periculos personaj din grupul celor 8 care evadează din închisoarea statală Fox River. Pe parcursul primului sezon,T-Bag joacă un rol important în intriga serialului. În al doilea sezon sunt prezentate fapte din trecutul personajului. T-Bag este descris de Maya Schechter de la revista TV Guide, ca fiind "unul din cele mai înspăimântătoare personaje din istoria televiziunii".

## Trecutul personajului
Originar din Conecuh County, Alabama, T-Bag s-a născut în urma unui incest și al unui viol totodată,tatăl său abuzând-o sexual pe sora sa, afectată de sindromul Down. T-Bag a fost la rândul său molestat. Încă de când era tânăr, Bagwell a fost arestat de mai multe ori, cel mai adesea pentru vandalism și torturarea animalelor. Când era în clasa a patra a plănuit să dea foc casei unei profesoare.În urma acestei fapte a fost condamnat să execute o sentință la școala de corecție,unde a devenit membrul Alianței pentru Puritate, o grupare rasistă fictivă.
Ca adult, T-Bag a comis infracțiuni precum atac,tentativă de omor, omor, viol și răpire.